# Castilleja palmeri
Castilleja palmeri är en snyltrotsväxtart som beskrevs av Eastwood. Castilleja palmeri ingår i släktet målarborstar, och familjen snyltrotsväxter. Inga underarter finns listade i Catalogue of Life.